# Lost Stars
 Lost Stars ist ein Song von Maroon-5-Sänger Adam Levine aus dem Soundtrack zum Film Can a Song Save Your Life?. Das Lied erschien am 30. Juni 2014 als Koproduktion von ALXNDR (Gregg Alexander), 222 (Adam Levine), Polydor und Interscope. Das Lied wurde für einen Oscar nominiert.

## Hintergrund
Der Song wurde von Gregg Alexander, Danielle Brisebois, Nick Lashley und Nick Southwood für den Film Can a Song Save Your Life? geschrieben. Das Lied wurde Mitte 2012 in den Electric Lady Studios eingespielt. 
Das erste Mal war das Lied im Trailer zum Film zu hören. Im Film selbst singen es sowohl Adam Levine als Hauptdarsteller sowie Keira Knightley in der weiblichen Hauptrolle. Das Lied handelt von Menschen, die auf der Suche nach ihrem Weg sind und ist mit Metaphern gefüllt. Musikalisch ist das Lied in der Version von Levine an das Crooning angelehnt und entwickelt sich, zunächst nur vorgetragen auf der Akustikgitarre zu einer Powerballade. Dagegen ist Knightleys Version stark reduziert. Sie debütierte in dem Film als Sängerin.
Das Lied wurde auf dem Soundtrack des Films veröffentlicht. Dabei handelte es sich um die erste Veröffentlichung von Levines eigenem Label 222 Records. Außerdem erschien es als Bonustrack auf Maroon 5s Album V (2014).

## Rezeption
Eine Liveversion des Songs, die Levine und sein Teammitglied Matt McAndrew in der siebten Staffel von The Voice als Duett darboten, erreichte in den Billboard Hot 100 Platz 83.
Das Lied erhielt sowohl eine Nominierung für den Critics Choice Award for Best Original Song als auch eine Oscar-Nominierung als Bester Song. In beiden Fällen gewann jedoch Glory von Common und John Legend. Adam Levine trat mit Lost Stars als erster Künstler bei der Oscarverleihung 2015 am 22. Februar 2015 auf.

## Coverversion von Stevie McCroire
Stevie McCrorie gewann mit Lost Stars die vierte Staffel von The Voice UK. Die Singleversion erschien am 5. April 2015; vom Erlös gingen je 20 Pence an die BBC’s Performing Arts Fund Charity. Die Coverversion erreichte Platz 6 der UK-Single-Charts.